# Ousmane Diarra
Pour les articles homonymes, voir Diarra.
Ousmane Diarra (né le 10 février 1964 à Dakar, au Sénégal) est un athlète franco-sénégalais spécialiste du 800 mètres.
Il remporte en 1994 la médaille de bronze des Championnats d'Europe en salle de Paris-Bercy et établit à cette occasion un nouveau record de France indoor du 800 m en 1 min 47 s 18. Il remporte par ailleurs les Championnats de France 1994 et les Championnats de France en salle 1997.
Ses records personnels en plein air sont de : 46 s 82 sur 400 m (1998), 1 min 45 s 93 sur 800 m (1994) et 2 min 19 s 66 sur le Mile (1993). 

## Palmarès
| Date                    | Compétition                    | Lieu                    | Résultat                | Discipline              |
| Représentant le Sénégal | Représentant le Sénégal        | Représentant le Sénégal | Représentant le Sénégal | Représentant le Sénégal |
| ----------------------- | ------------------------------ | ----------------------- | ----------------------- | ----------------------- |
| 1985                    | Championnats d'Afrique         | Le Caire                | 3e                      | 4 × 400 m               |
| Représentant la France  |                                |                         |                         |                         |
| 1994                    | Championnats d'Europe en salle | Paris                   | 3e                      | 800 m                   |
| 1994                    | Jeux de la Francophonie        | Bondoufle               | 2e                      | 800 m                   |
| 1997                    | Jeux de la Francophonie        | Antananarivo            | 3e                      | 4 x 400 m               |